# ایلین اوکانر
ایلین اوکانر (انگلیسی: Elaine O'Connor؛ زادهٔ ۲۰ فوریهٔ ۱۹۸۲) بازیکن فوتبال اهل جمهوری ایرلند است.
از باشگاه‌هایی که در آن بازی کرده‌است می‌توان به تیم فوتبال زنان آرسنال اشاره کرد.
وی همچنین در تیم ملی فوتبال زنان جمهوری ایرلند بازی کرده‌است.